# Kiszombor
Kiszombor (ejtése: kis + zombor, románul: Zamborul Mic) nagyközség Csongrád-Csanád vármegyében, a Makói járásban.

## Fekvése
A Bánság Magyarországon maradt területén, Makótól délnyugatra, a Maros bal partján, a Torontál háromszögben, a román határ közelében helyezkedik el.
A közvetlenül határos települések az országhatár magyar oldalán: észak felől Makó, délnyugat felől Kübekháza, nyugat felől pedig Ferencszállás. Nyugati határszéle érintkezik még Deszk legkeletibb külterületeivel is, de utóbbi lakott területei amúgy távolabb esnek Kiszombortól.
A határ román oldalán a legközelebbi települések: délnyugat felől Nagycsanád (Cenad), dél felől Keglevichháza (Cheglevici, Óbesenyő / Dudeștii Vechi része), valamint Porgány (Pordeanu) és Pusztakeresztúr (Cherestur; mindkettő Óbéba része), délnyugat felől pedig Óbéba (Beba Veche).

### Megközelítése
Trianonig a település négy út, a szegedi, a makói, a nagyszentmiklósi és az óbébai utak találkozásában helyezkedett el. A határváltozással e két utóbbi közútkapcsolatát nagyrészt elvesztette, délebbi, Romániához csatolt szomszédai felől csaknem egy évszázadon át nem nagyon lehetett megközelíteni. Az óbébai úton (jelenkori számozása 43 107-es) azóta sincs határforgalom, a nagyszentmiklósi viszont a közelmúltban határátkelőt és (431-es útszámozással) főút besorolást kapott. A hajdani szegedi és makói országutak a régmúlthoz képest itt-ott kissé módosult nyomvonalon, de sok évtizede a 43-as főút részei.
Legfontosabb közúti elérési útvonala, a fentiek alapján Szeged és Makó irányából is a 43-as főút, amely ma már elkerüli a központját és a belterületének északi szélén húzódik végig. Délről, Nagyszentmiklós felől Románia 6-os számú országútján, a kiszombori határátkelőhelyen át érhető el, a 431-es főúton keresztül. A település központján egyébként a jelenkori útszámozás szerint csak öt számjegyű utak húzódnak végig (43 107, 43 109), illetve van olyan egykori főút-szakasz is, ami ma már önkormányzati útnak minősül.
Vasúton a település a MÁV 121-es számú Kétegyháza–Újszeged-vasútvonalán érhető el, amelynek egy vasútállomása és egy megállóhelye van itt. Kiszombor vasútállomás a belterület északnyugati, Kiszombor megálló megállóhely pedig a központhoz közelebb, a település keleti részén helyezkedik el.

## Története

### Kezdetek
Ezen a vidéken valamikor hunok, gepidák, avarok laktak. Temetőiket Móra Ferenc tárta fel, aki tíz honfoglalás kori lovassírra talált.
A falu neve eredetileg Zombor volt, a történeti források Zumbur (1247), Zvmbur (1285), Zumbor (1256), Sombur (1334), Zombor, (1360), Sombor (1650) alakban őrzik. Az első magyar térkép – amit 1528-ban adtak ki (ez a Lázár-féle térkép) – Zombar néven említi. Más Zombor nevű helységektől megkülönböztetésül 1857-től lett a neve Kiszombor. Határához tartozott Dédenszeg (Dédényszeg) és Ladány is. Steinlein 1753. évi térképe a települést a Maros szugolyi kanyarulatában tünteti fel. A falu a Csanád nemzetség egyik ősi birtoka. 1256-ban a Kelemenös fiak nyerték el, majd a Telegdiek osztoztak rajta. Zsigmond király mezővárosi rangot adományozott neki, mint ezt az 1536-i országleírásában Oláh Miklós is megemlíti. A hódoltság idején elnéptelenedett, 1582-ben csupán három lakosa volt. 1596-ban a török felperzselte, pusztává vált. A török elleni felszabadító harcok után a terület katonai határőrvidék lett.

### 18. század

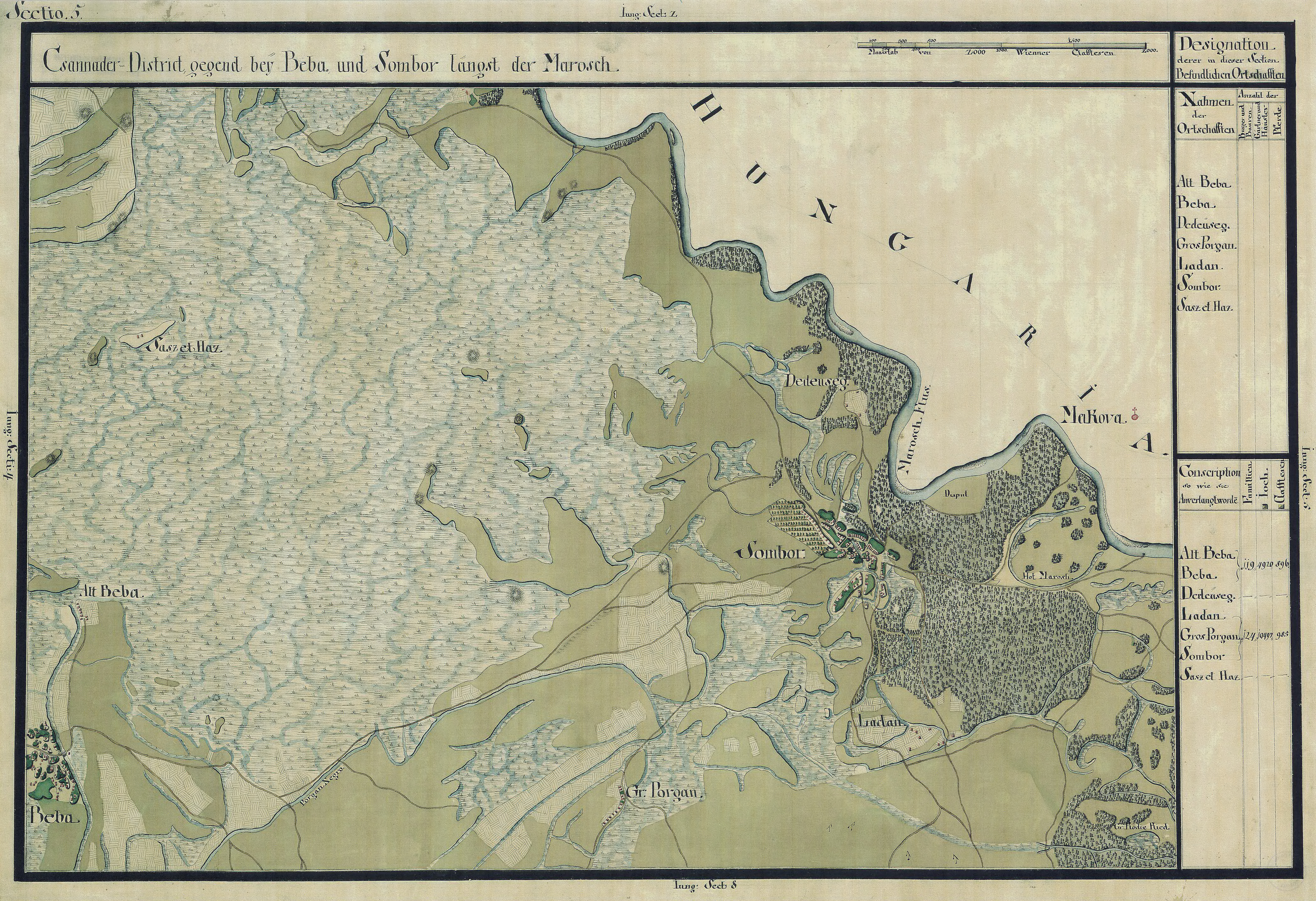
Kiszombor egy 1769-1772-es kataszteri térképen

1717-től a Temesi Bánság Csanádi Kamarai Tiszttartóságának kerületébe osztották be. A körtemplomhoz a kincstár 1744-ben fatornyú hajót, 1777-ben barokk templomot építtetett. 1779-ben állították vissza a megyerendszert, ettől kezdve a község Torontál vármegye nagyszentmiklósi járásához tartozott.
A bécsi kancelláriában 1781. augusztus 1-jén tartott árverésen a zombori uradalmat a határához tartozó Dédenszeg és Ladány pusztával Oexel Mátyás József nagyszentmiklósi sörgyáros, német nemes 75 902 forint 30 krajcárért vásárolta meg. Erről 1783. november 7-én a király adománylevelet állított ki. A 8637 hold 400 négyszögöl területből 916 hold úrbéri föld volt. A lakók megoszlása: 117 telkes jobbágy és 32 zsellér. A birtokhoz tartozott templom kegyúri joggal, egy romos iskola, szeszfőzde szeszmérési engedéllyel, a marosi komp és a hozzá tartozó szálláshely, kocsma. Az Oexel család nemességét hazánkban 1714. május 10-én, Torontál vármegyében 1791. augusztus 23-án hirdették ki. Az új birtokos 1787-ben parókiát, 1790-ben a két tantermes iskolát, iskolamesteri (tanítói) lakást, 1797-ben a körtemplomban kriptát építtetett.

### 19. század
Oexel Mátyásnak 1803-ban bekövetkezett halála után az uradalmat három fia között osztották fel. A család 1839. szeptember 10-én folyamodott V. Ferdinánd királyhoz nevüknek Rónay-ra változtatására és a zombori előnév használatára. 1846. pünkösd hava 28-án a marosi átkelésre királyi révjogot nyertek.
A község gyorsan fejlődött. A lélekszám 1851-ben 2586, 1890-ben 3994. A települést több katasztrófa is sújtotta: 1831-ben, 1836-ban, 1873-ban kolera pusztított. 1849 februárjában szerb felkelők gyújtották fel, lakossága Makóra menekült. 1863-ban aszály miatt szenvedtek. Az 1874-i, 1877-i tűzvész, 1877-i marosi áradás próbára tette a kiszomboriakat.
1878-ban épült fel a Maroson a makói fahíd, 1882-től indult meg az Arad-Csanádi Vasút e szakaszán a vonatközlekedés. A 19. század végétől 2 gőzmalma, 1885-től téglagyára van. Az első artézi kutat (Szent János Kút) 1889-ben fúrták. A község és a Rónayak közösen építettek iskolát, amely 1870-ig római katolikus felekezeti, 1870-1901-ben községi.
Kiszombor 1882-től kisközség, 1895-től nagyközség.

### 20. század
1911-ben a község nyugati részén létrejött a szőlő-telep. 1921-ben 675 házhelyet osztottak ki. A község határa 1900-ban 12 465 katasztrális hold, lakóinak száma 4108, 1949-ben 5534, 1990-ben 3546. A népesség 89,7%-a római katolikus (1935). 1922-től a csonka Torontál vármegye ideiglenes székhelye. 1923-tól Csanád, Arad és Torontál k.e.e. vármegye torontáli járásának székhelye. A lakosság mezőgazdasággal foglalkozott, 1900-ban 167 kisiparosnak volt iparengedélye. A birtokmegoszlás 1949-ben:
0-1 katasztrális hold: 13,1%
1-5 katasztrális hold: 52,5%
5-10 katasztrális hold: 24,0%
10-25 katasztrális hold: 9,2%
25- katasztrális hold:1,2%
Fő terménye a búza, kukorica, cukorrépa, hagyma. Állattenyésztése jelentős. A mezőgazdasági termelőszövetkezet szervezés 1949-ben kezdődött, az összevonások után Az Új Élet és a makói Lenin (Agro Maros) Tsz. működik.
Villanya 1927-től, gázellátása 1985-től üzemel. A Hangya Szövetkezetnek 1917-től 2 boltja és két italmérése volt. A kereskedelmi ellátásról 1945-től a Kiszombori Áfész, 1950-től Kiszombor és Vidéke Áfész, 1979-től a Maros-menti Áfész gondoskodik. Az 1900-ban épített községi 8 tantermes iskola 1901-től állami kezelésű.

## Közélete

### Polgármesterei
- 1990–1994: Nagy Tibor (független)[3]
- 1994–1998: Nagy Tibor (független)[4]
- 1998–2002: Nagy Tibor (független)[5]
- 2002–2006: Szegvári Ernőné (független)[6]
- 2006–2010: Szegvári Ernőné (független)[7]
- 2010–2014: Szegvári Ernőné (független)[8]
- 2014–2019: Szegvári Ernő Tiborné (független)[9]
- 2019–2020: Szegvári Ernőné (független)[10]
- 2020–2024: Szirbik Imre (független)[11][12]
- 2024– : Szirbik Imre (független)[1]

A településen 2020-ban időközi polgármester-választást kellett tartani, mert az előző polgármester január 28-án lemondott posztjáról. A választás időpontját először 2020. június 7-re tűzték ki, de aznap nem lehetett megtartani, mert a koronavírus-járvány kapcsán életbe lépett veszélyhelyzeti korlátozások lehetetlenné tették a választás lebonyolítását. A korlátozások feloldását követően a választást 2020. szeptember 6-án tartották meg.

## Népesség
A település népességének változása:
| Lakosok száma | 3894 | 3875 | 3722 | 3626 | 3655 | 3641 | 3621 |
|               | 2013 | 2014 | 2017 | 2021 | 2022 | 2023 | 2024 |

2001-ben a település lakosságának 99%-a magyar, 1%-a egyéb (főleg cigány, német és román) nemzetiségűnek vallotta magát.
A 2011-es népszámlálás során a lakosok 92,6%-a magyarnak, 1,7% cigánynak, 0,4% németnek, 0,7% románnak mondta magát (7,3% nem nyilatkozott; a kettős identitások miatt a végösszeg nagyobb lehet 100%-nál). A vallási megoszlás a következő volt: római katolikus 45,4%, református 7,1%, evangélikus 0,3%, görögkatolikus 0,7%, felekezeten kívüli 27,7% (16,8% nem nyilatkozott).
2022-ben a lakosság 92,4%-a vallotta magát magyarnak, 0,7% cigánynak, 0,7% románnak, 0,4% németnek, 0,1% szerbnek, 2,3% egyéb, nem hazai nemzetiségűnek (7,4% nem nyilatkozott; a kettős identitások miatt a végösszeg nagyobb lehet 100%-nál). Vallásuk szerint 24,7% volt római katolikus, 4% református, 0,3% evangélikus, 0,2% görög katolikus, 0,2% ortodox, 1,1% egyéb keresztény, 0,8% egyéb katolikus, 29% felekezeten kívüli (39,6% nem válaszolt).

## Híres kiszomboriak
- Itt született Háznagy András magyar gyógyszerész, a kémiai tudományok kandidátusa
- Itt született Szűcs Márta Liszt Ferenc-díjas magyar opera-énekesnő
- Itt lakik Dr. Kókai Sándor, geográfus

## Nevezetességei

### Körtemplom
Az Árpád-kori (12. századi) körtemplom kívül kör, belül hat karéjos. Európában összesen 3 ilyen stílusú templom van, mindhárom az egykori Magyar Királyság területén, annak is keleti részein, Kiszombor, Karcsa és Gerény, valamint ide tartozik a kolozsmonostori, melynek csak az alapjai kerültek elő a régészeti feltárás során. Hasonló stílusú körtemplomok a Kaukázus vidékén találhatók. A falképek a 14. század és 18. században készültek.
A körtemplomhoz 1776-ban hosszházas templomhajót, majd 1910-ben nagyméretű hajót építettek, a körtemplom ezek szentélye volt, de az 1975-83 közötti régészeti feltárás során a körtemplomot leválasztották a Nagyboldogasszony templomról, így a körtemplomot eredeti szépségében láthatjuk.

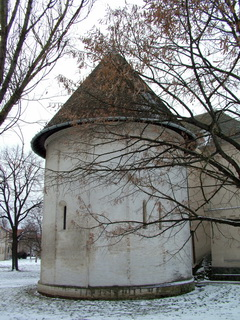
Rotunda
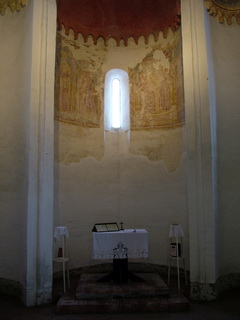
Rotunda - belső
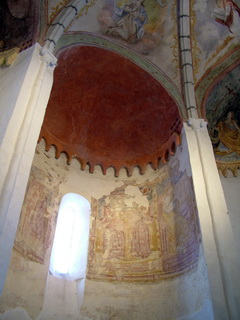
Rotunda - falképek
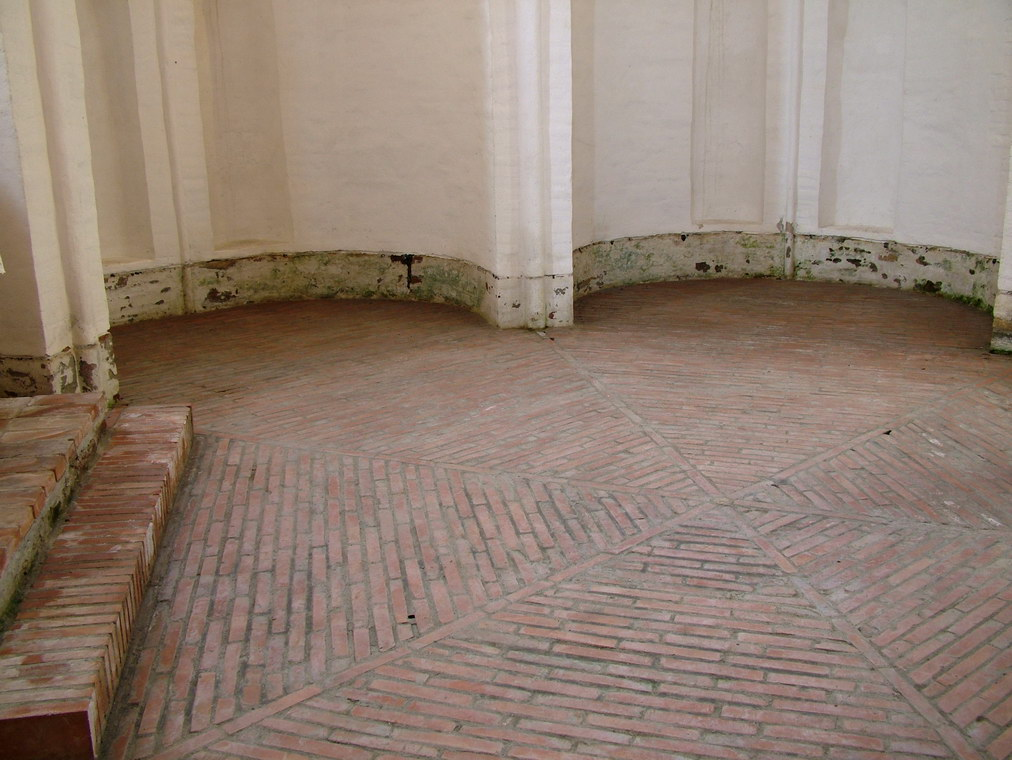
Rotunda - padló
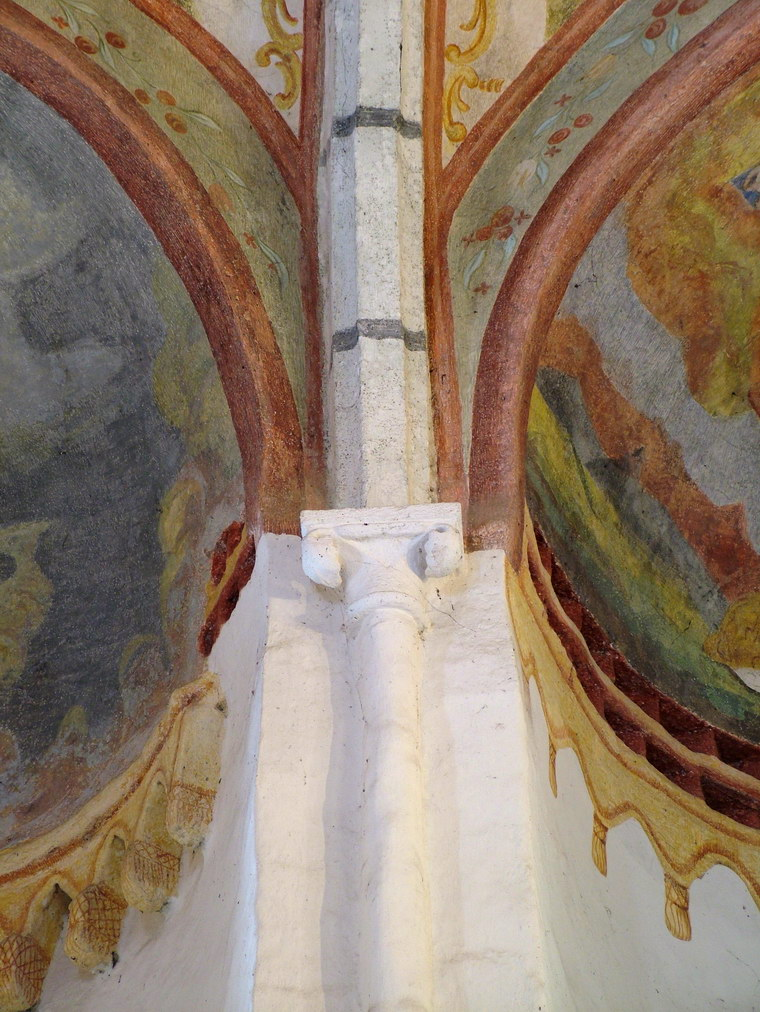
Rotunda - falrészlet
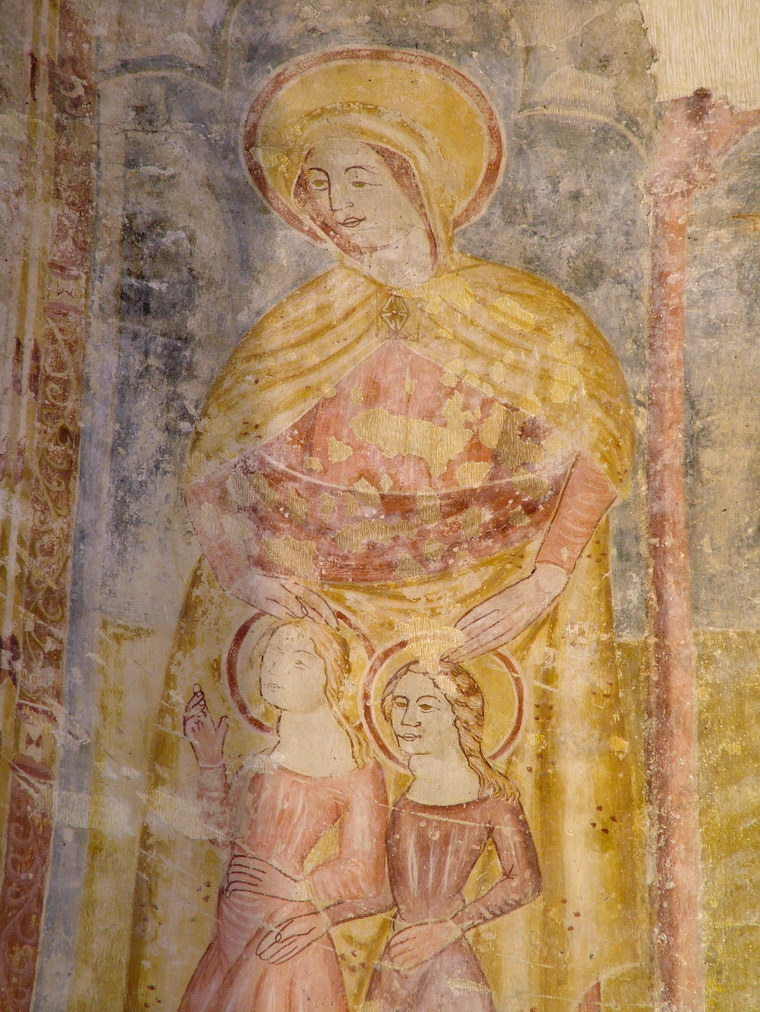
Rotunda - falkép
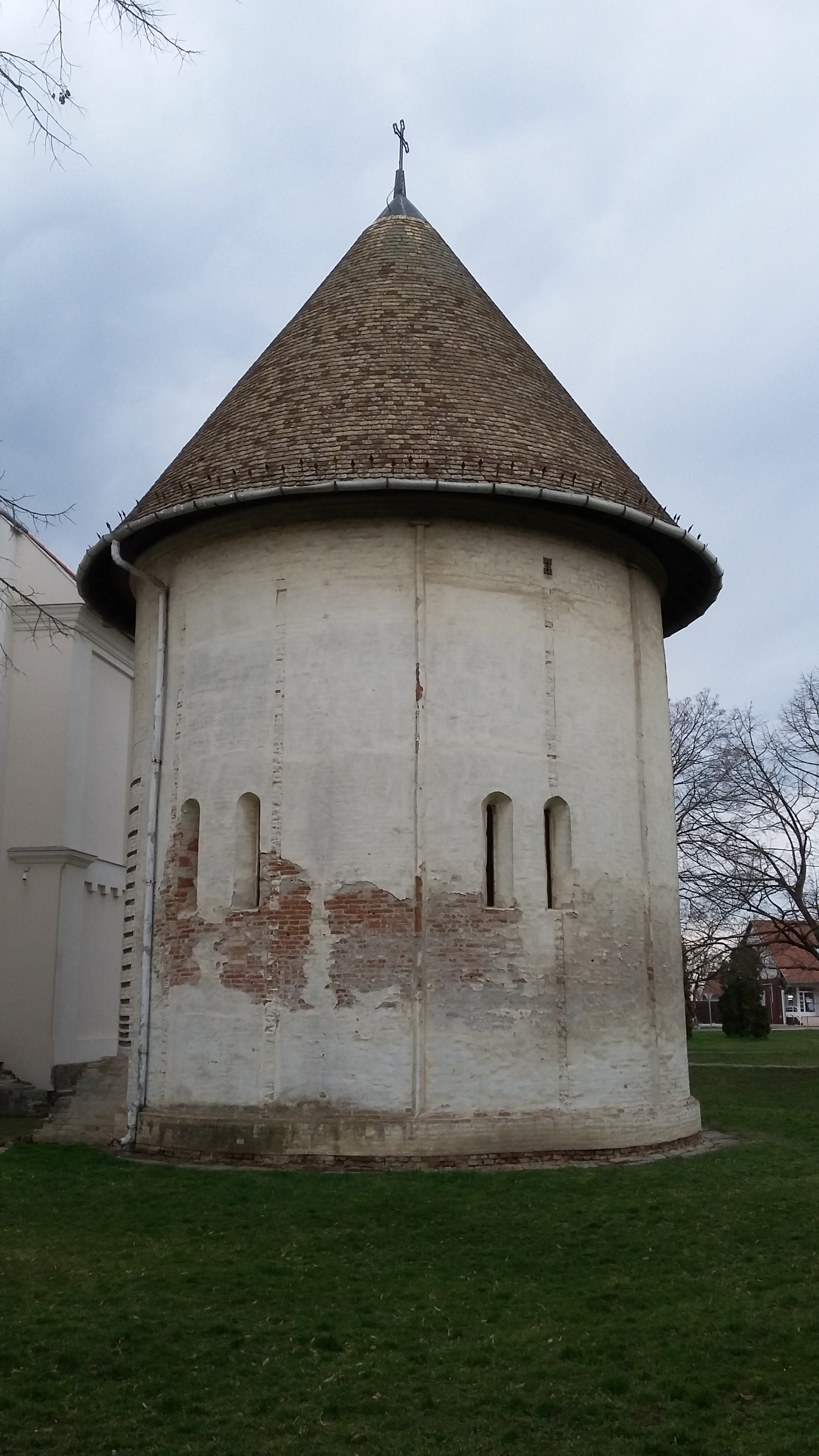
Kiszombor, körtemplom
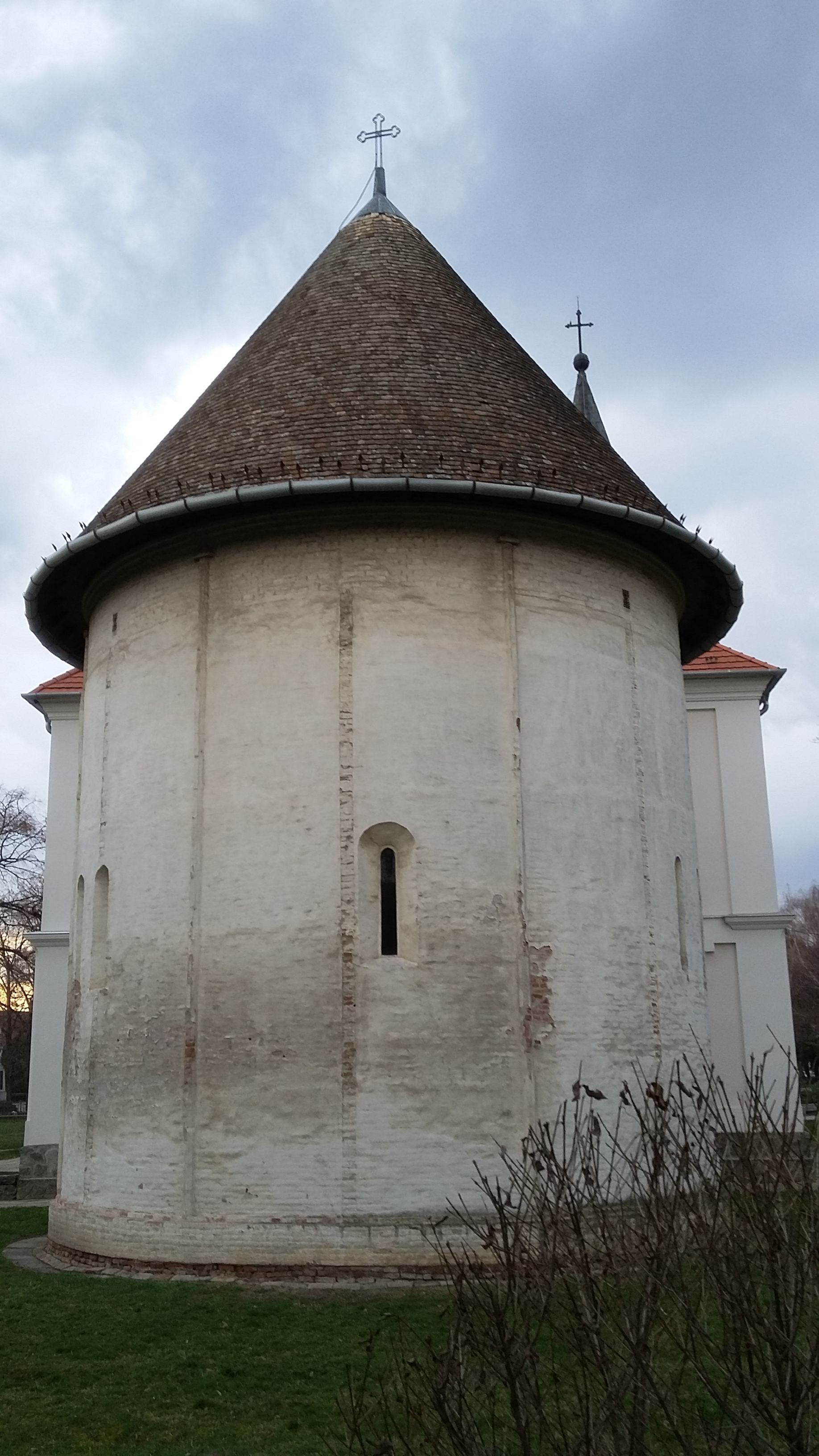
Kiszombor, körtemplom

### Római katolikustemplom (12. századihozzáépítettkápolna)
Az államkincstár 1744-ben kis kápolnát építtetett a régi körtemplomhoz, amelyet 1776-ban tíz öl (18 méter) hosszú, öt és fél öl (10 méter) széles hajóvá bővítettek. A községet bérlő Oexel – később Rónay – család, mint a plébánia kegyura ezt a barokk kori épületet 1910-ben lebontatta, és helyébe nagyméretű, neoromán stílusú, tornyos templomot emeltetett. Az Árpád-kori épületrészt a hajóhoz kelet felől csatlakozó szentélyként szerencsére megtartották.

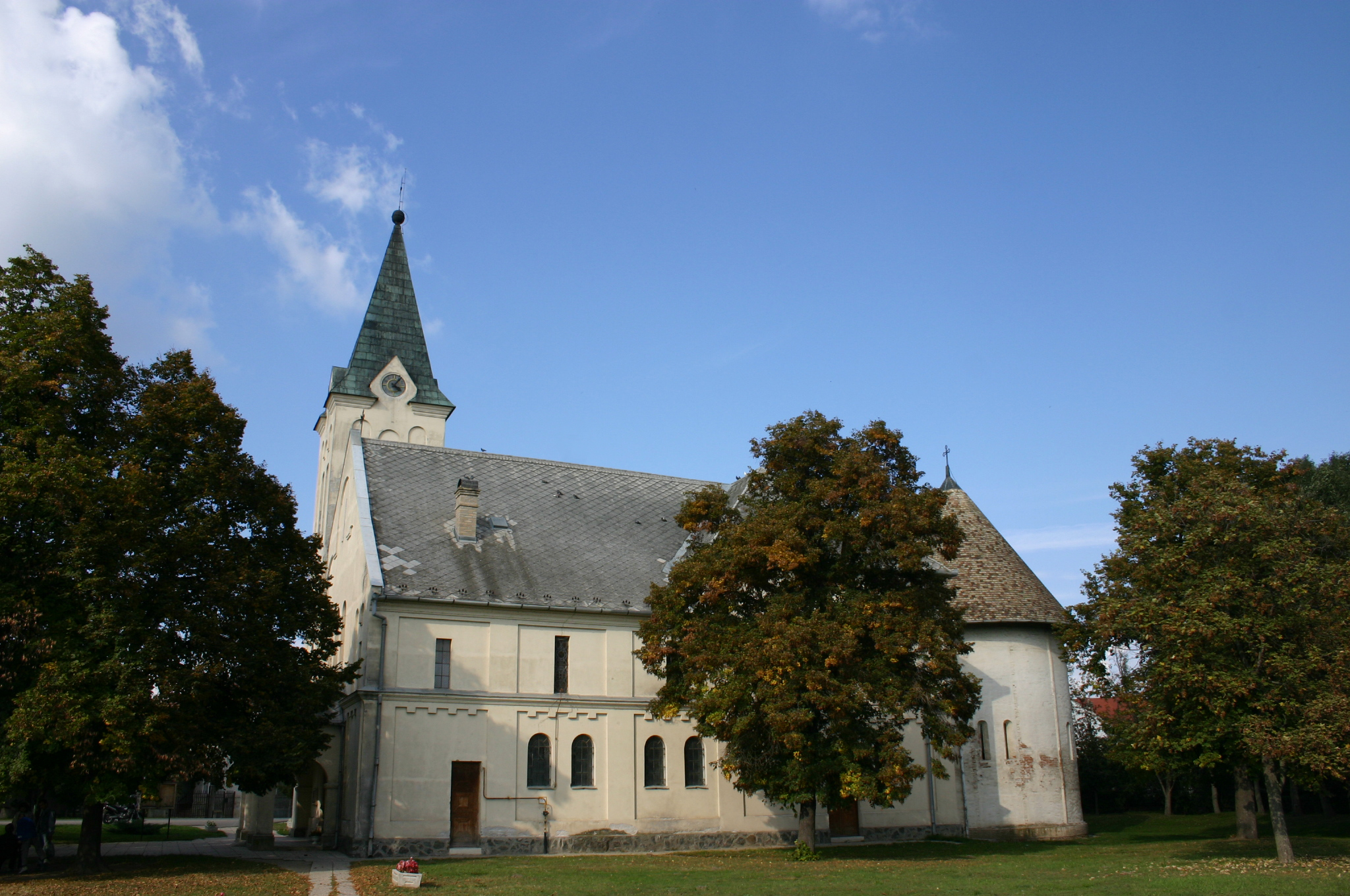
Kiszombor, Római katolikus templom és Árpád-kori körtemplom

### Magtárak
Magtár (Szegedi u. 1.)
Az 1840 körül épített, klasszicista stílusú magtár napjainkban helytörténeti gyűjteményként funkcionál. A Szent István tér 2. sz. alatti termelőszövetkezeti irodaként használt kúriához tartozott. Az államosítás előtt tulajdonosa Rónay Tibor volt. Időközben az istállót és a többi gazdasági épületet lebontották.
A dongaboltozatos pincével ellátott magtár építészeti értéke a nyugati frontján elhelyezett feljáró, amely árkádos kiképzésével hívja fel magára a figyelmet.
Magtár (Nagyszentmiklósi út 2-4.)
Földszintes, részben alápincézett, 33.8 méter hosszú magtár utcafrontja ív-pillérsoros. A vakárkádsor egyhangúságát a második és nyolcadik ív szélesítése töri meg. Az udvari homlokzat sem megjelenésében, sem a nyílászárók ritmusában nem követi a főhomlokzat építőművészeti igényességét.
Portikuszos magtár (Óbébai u. 2.)
Klasszicista stílusú épület, 1835 körül épült. Építőművészeti igénnyel megtervezett és kivitelezett magtár, a maga nemében országosan is egyedülálló. A kétszintes, alápincézett épület mellékfrontjai is ízlésesek, tetszetősek; a nyílászárók és a födém cseréje esetén nemesi kúria is lehetne. Az előépítmény földszintje árkádos, a kocsifeljáró szerepét is betöltötte. Felette övpárkánnyal, lizénákkal, gazdag tagozatú főpárkánnyal és timpanonnal ellátott szobát alakítottak ki. A magtárépület valamennyi frontját a két szintet összefogó vakárkádsor tagolja. Tervezője jól felkészült mérnök volt. A Csanád vármegye szolgálatában álló Giba Antal nem lehetett, alkotóját sokkal inkább – a Rónay kúriához hasonlóan – Torontál vármegye kimagasló tehetségű földmérőjében, Szathmáry Sámuelben kell keresni.

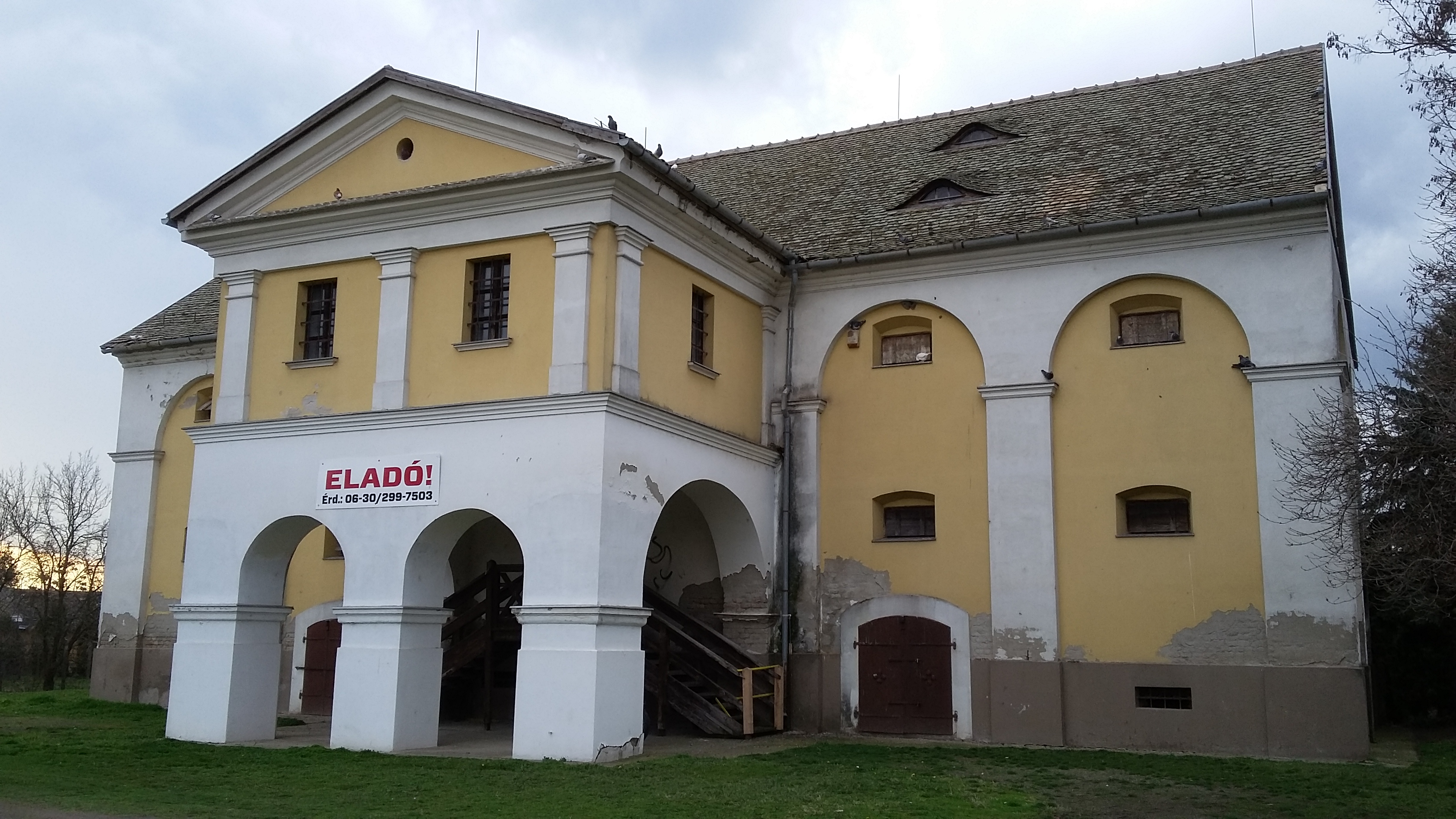
Kiszombor, emeletes portikuszos magtár
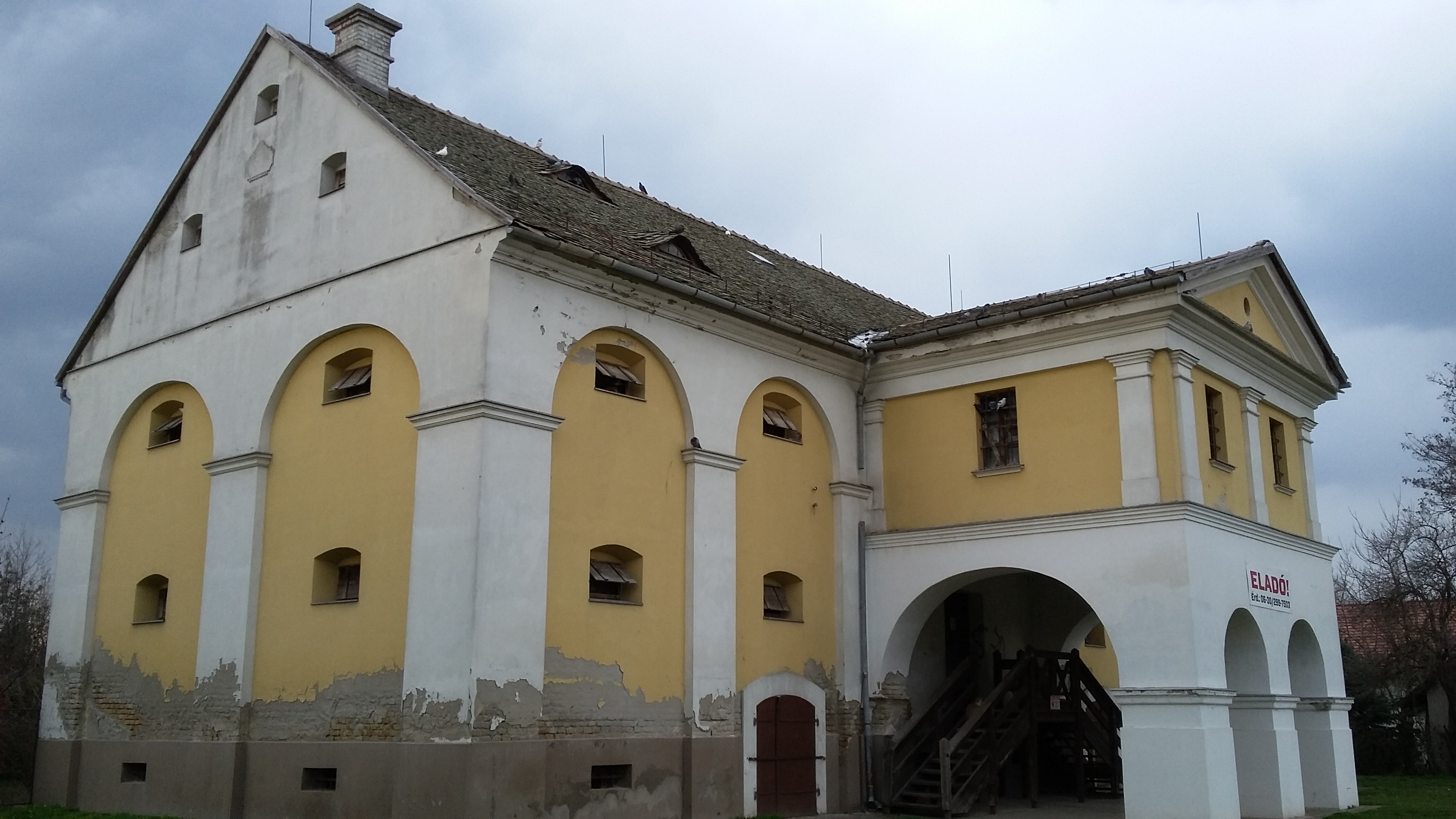
Kiszombor, emeletes portikuszos magtár

### Kúriák
Kúria magtárral (József Attila u. 5.)
Az épületet 1830 körül építették, klasszicista stílusban. Eredetileg kúriának épült, a földszinten lakással, a padlástérben magtárral. A vakolat nélküli utcai homlokzaton befalazták a földszinti ablakokat. Díszítettsége szerény lehetett, a saroklizénákra és az ablakok szemöldökpárkányaira korlátozódhatott. Az udvari homlokzat már jobban ki volt dolgozva: a földszinten árkádos tornác futott végig. Ennek ritmusát a nyílások szélessége határozta meg. Tengelyképlete: 1+3+1.
 Rónay-kúria  (Szegedi u. 1/B)
Az épületet 1835 körül építették, klasszicista stílusban. Tervezőjét nem ismerjük, Giba Antal Csanád vármegyei földmérő nem lehetett, mert abban az időben Csanád és Torontál vármegye két külön világot jelentett, és a Rónay család tagjai Torontál székhelyének, Nagybecskereknek tisztségviselői voltak. Ebben az időben ott működött a kitűnő felkészültségű földmérő, Szathmáry Sámuel, aki 1829-ben kilenc csatlakozó szelvényen készítette el a Maros vízrajzi térképét. Valószínűleg ő tervezhette a kiszombori klasszicista kúriákat és magtárakat.
Az államosított kúriát 1955-ben az Áfész kapta meg, és vendéglőnek alakította át (Gólyafészek Vendéglő). A homlokzati ablakok és nyílások megmaradtak, az északi falon négy újat készítettek a vendéglői konyha kialakítása végett. A konyha utólagos hozzáépítés. A funkcióváltozás miatt a régi bejáratot beüvegezték. A homlokzati díszítések nemesen egyszerűek. Az alaprajzi elrendezésben nagy változás nem történt, csupán a kevésbé érzékeny északi részen helyeztek el néhány mellékhelyiséget és vizesblokkot. A kémények megmaradtak. Az óriási légterű tetőtér kétszintes, és a külső tér harmonikus arányaival összhangban áll. Eredetileg az árkádos keleti homlokzat boltívei nyitottak lehettek, mellvéddel ellátva, a középsőn lépcsőfeljáróval. Az épületnek ez a legarányosabban megtervezett része. A nyugati homlokzat középrizalitos, timpanonnal ellátva, itt a földszinti és emeleti ablakok ívesek. A vendéglői átalakítás ennek a frontnak az arányain is rontott. Az épület háromtraktusos alaprajzi elrendezése átgondolt szerkezetű, felépítése szimmetrikus és tisztán egyszerű. Az épületet 2005-ben felújították, ismét régi formáját mutatja, és vendéglőként funkcionál, Rónay kúria Archiválva 2018. március 21-i dátummal a Wayback Machine-ben néven.

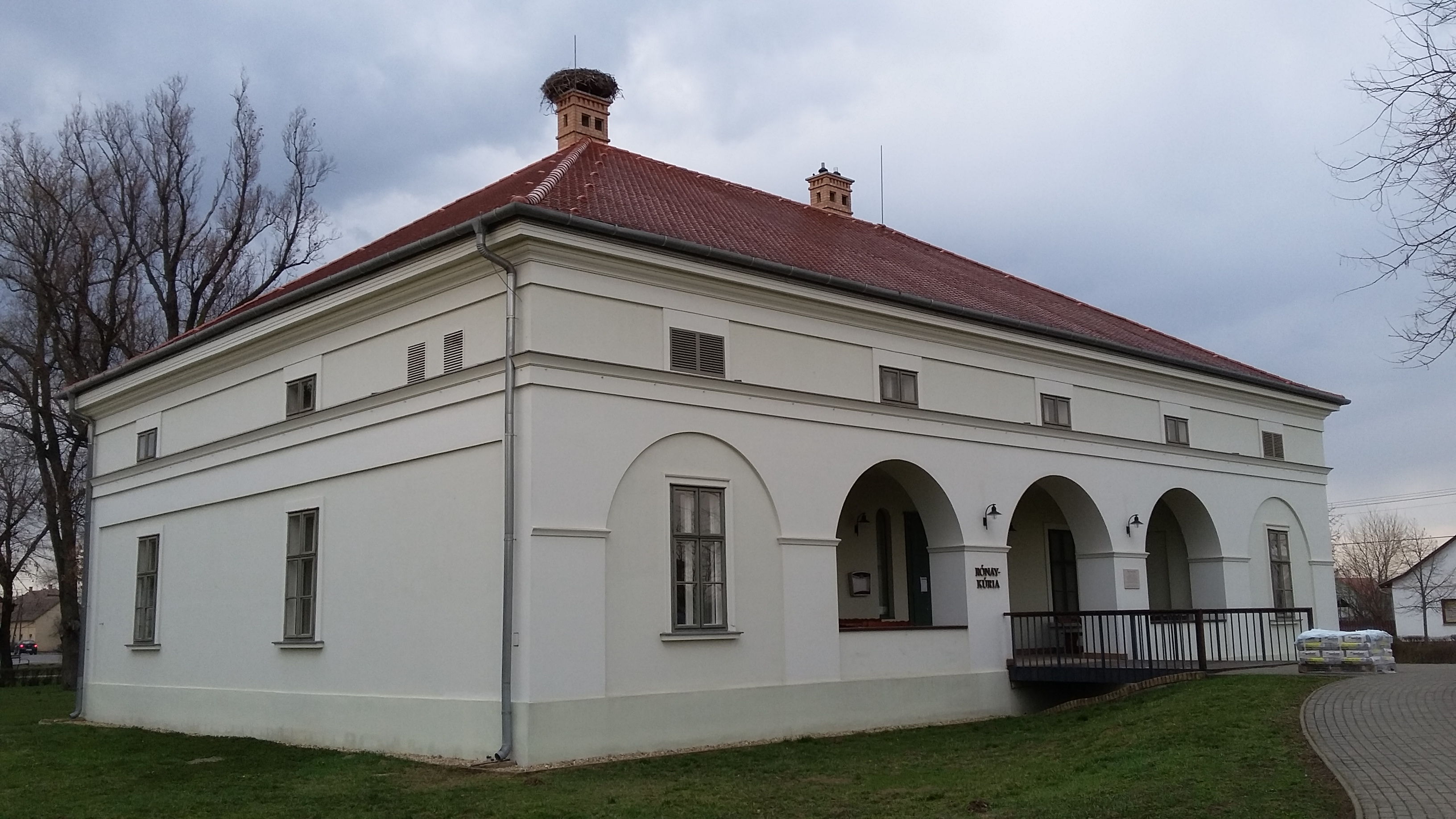
Kiszombor, Rónay-kúria, keleti oldal
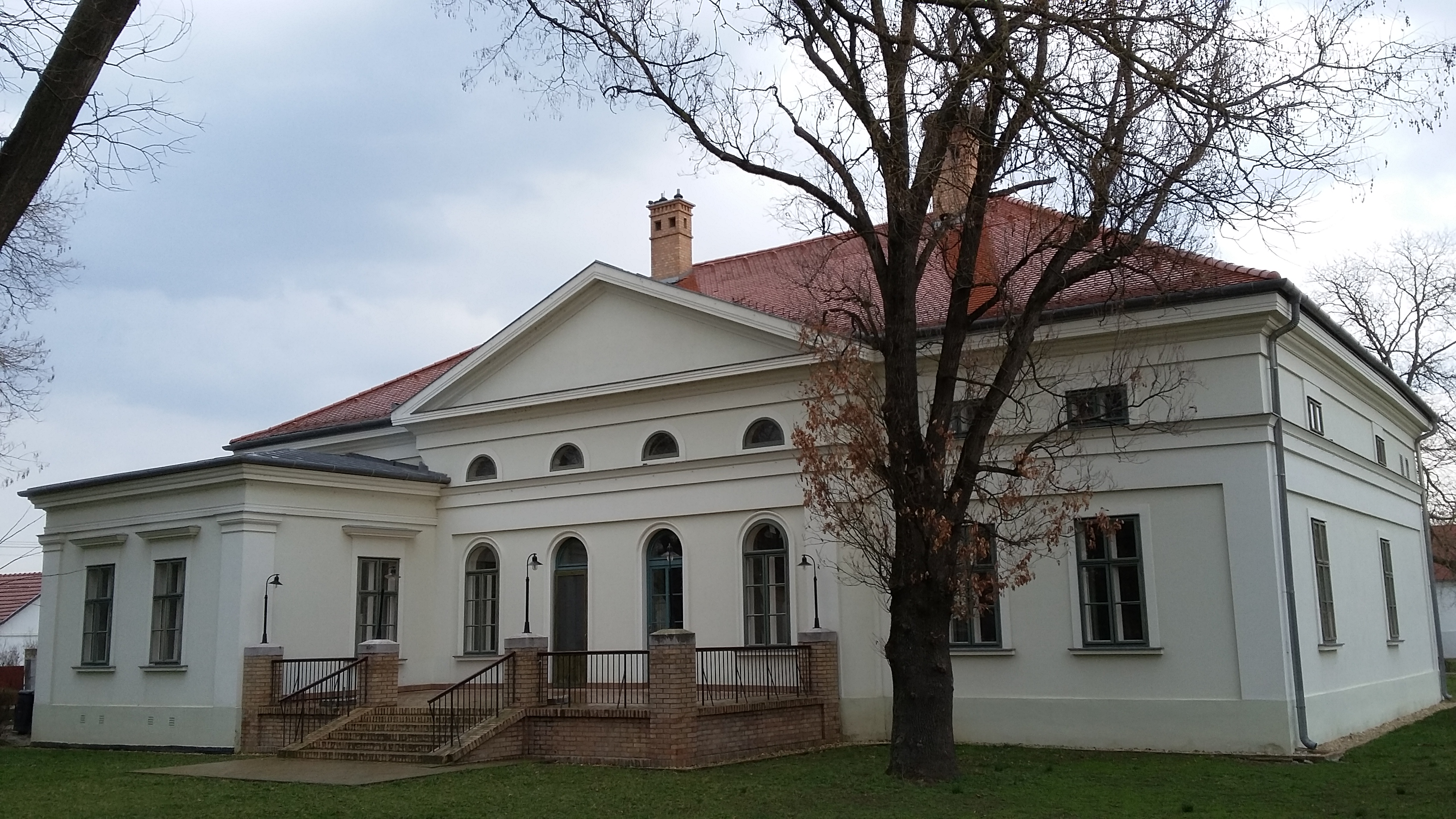
Kiszombor, Rónay-kúria, nyugati oldal
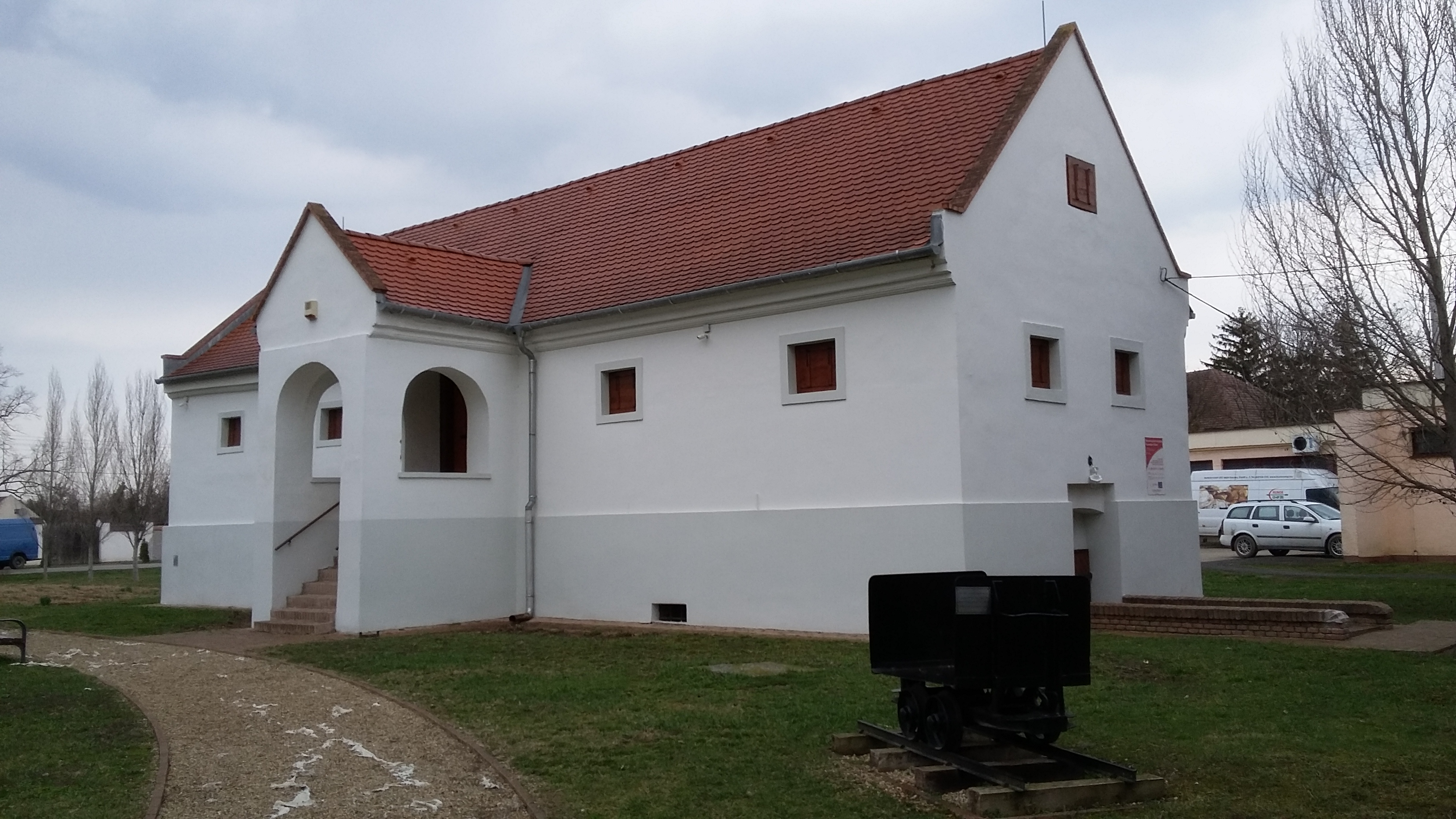
Kiszombor, Rónay-kúria, magtár

Rónay Tibor kúria (Szent István tér 2.)
Az államosítás előtti tulajdonosa Rónay Tibor volt, később az Új Élet Mezőgazdasági Termelőszövetkezet tulajdona lett. Az utcai front középrizalitos, felette timpanonnal. A lizénák a szemöldökpárkányig futnak. Tengelyképlete: 1+2+3+2+1. Tervezője azonos lehet a Rónay kúriáéval, ez utóbbi készülhetett később. A két épület alaprajzi elrendezése hasonló. A Rónay kúria reprezentatívabb. Küllemében és tömeghatásában látványosabb, a Szent István tér 2. szám alatti kúria egyszerűbb megjelenésű, de két szárnya egy-egy szobányival szélesebb. Az udvari homlokzata tornácos kivitelben készült, a lépcsőfeljáratot középre helyezték. Az épület is háromtraktusos volt, de a termelőszövetkezeti irodák megközelítésére középfolyosót alakítottak ki, ezzel négytraktusossá alakították át.
Az épület időközben egy helyi vállalkozó tulajdonába került, az épületben talált Rónay-relikviák és érdekességek bemutatására helyi civilek nyilvános Facebook oldalt hoztak létre, "A Rónay Tibor-kúria titkai" néven.

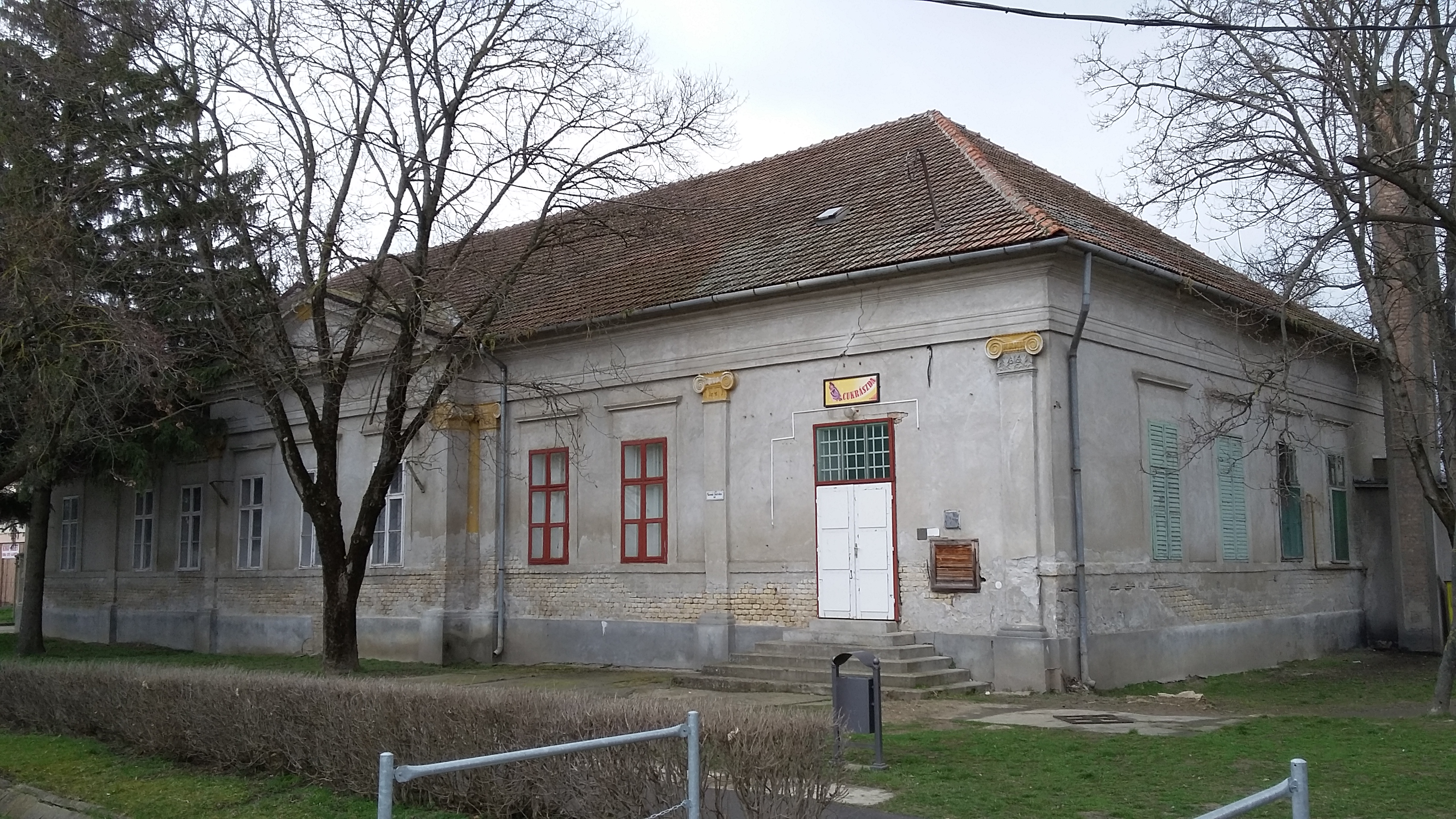
Kiszombor, Rónay Tibor kúriája, keleti oldal
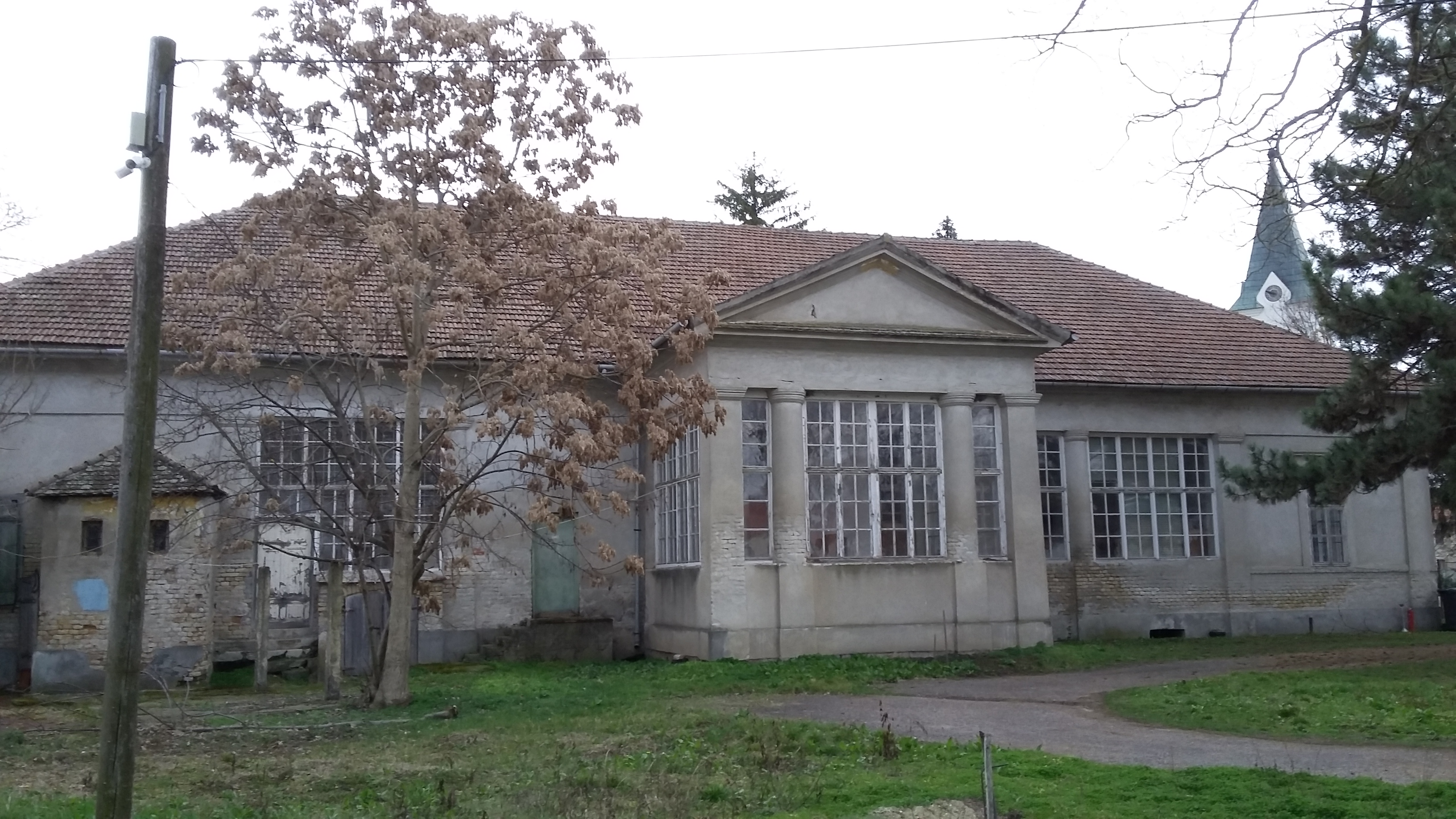
Kiszombor, Rónay Tibor kúriája, nyugati oldal

 Rónay-kastély  (Móricz Zsigmond u. 1-3.)
Volt Rónay-kastély, romantikus, épült 1858 körül, földszintes, nagy belmagasságú terekkel, nyugati rövid oldalán háromszintes, bástyaszerű torony. Parkját kiirtották a kommunizmus alatt.

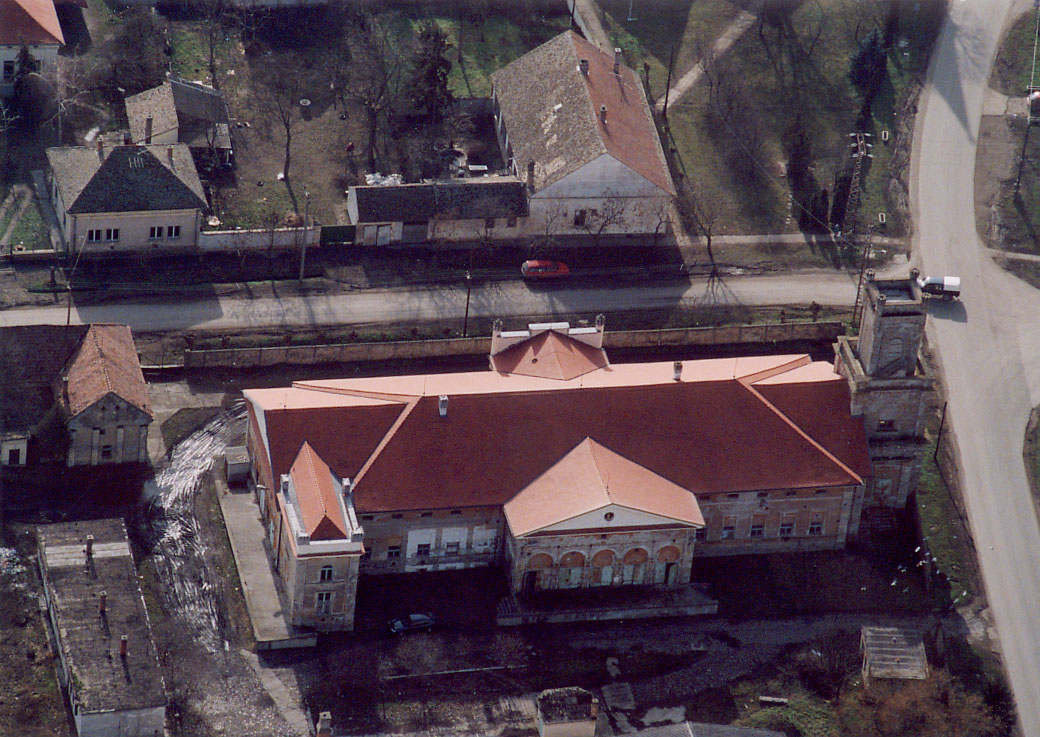
Kiszombor, Rónay-kastély
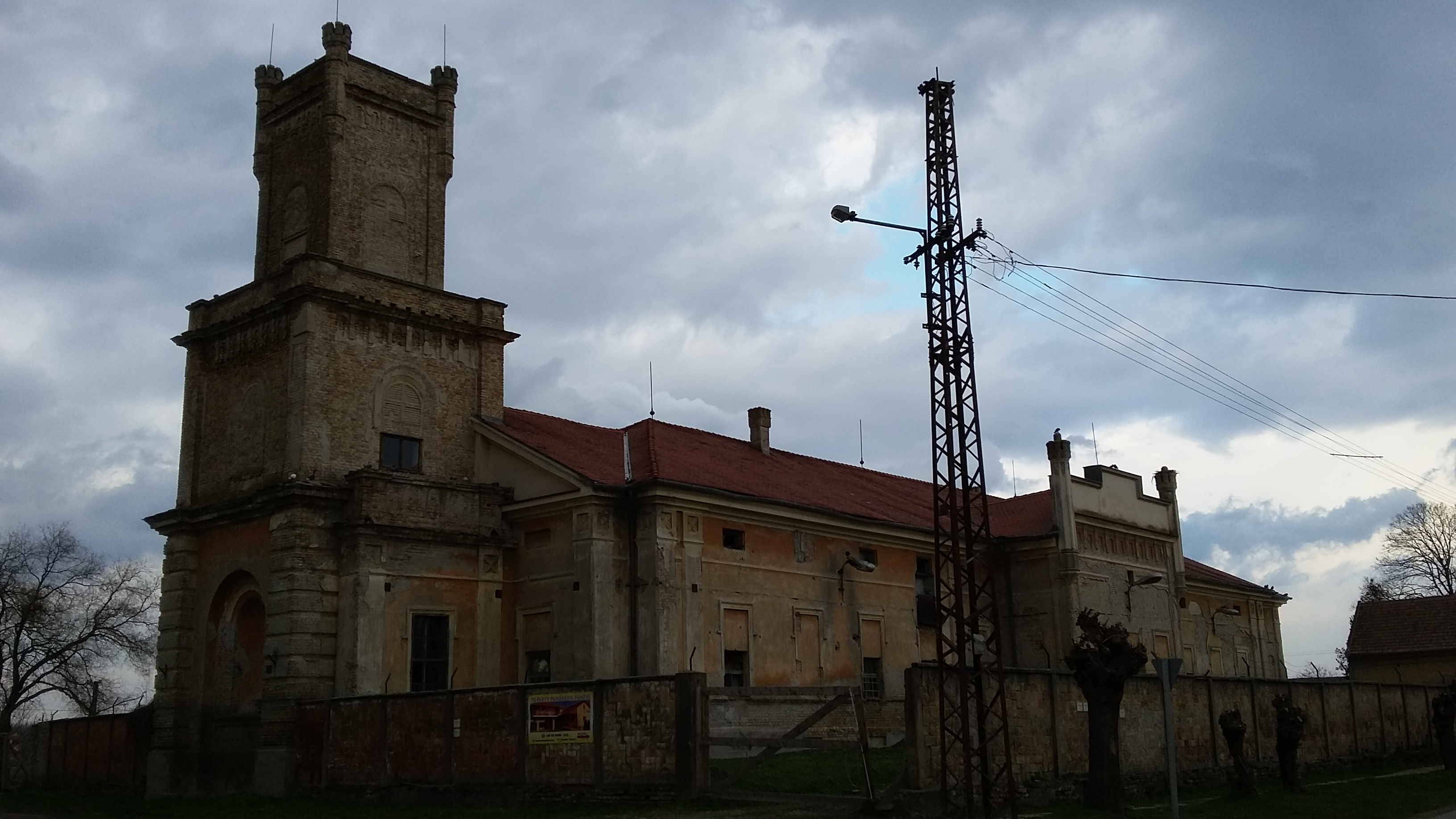
Kiszombor, Rónay-kastély, déli oldal
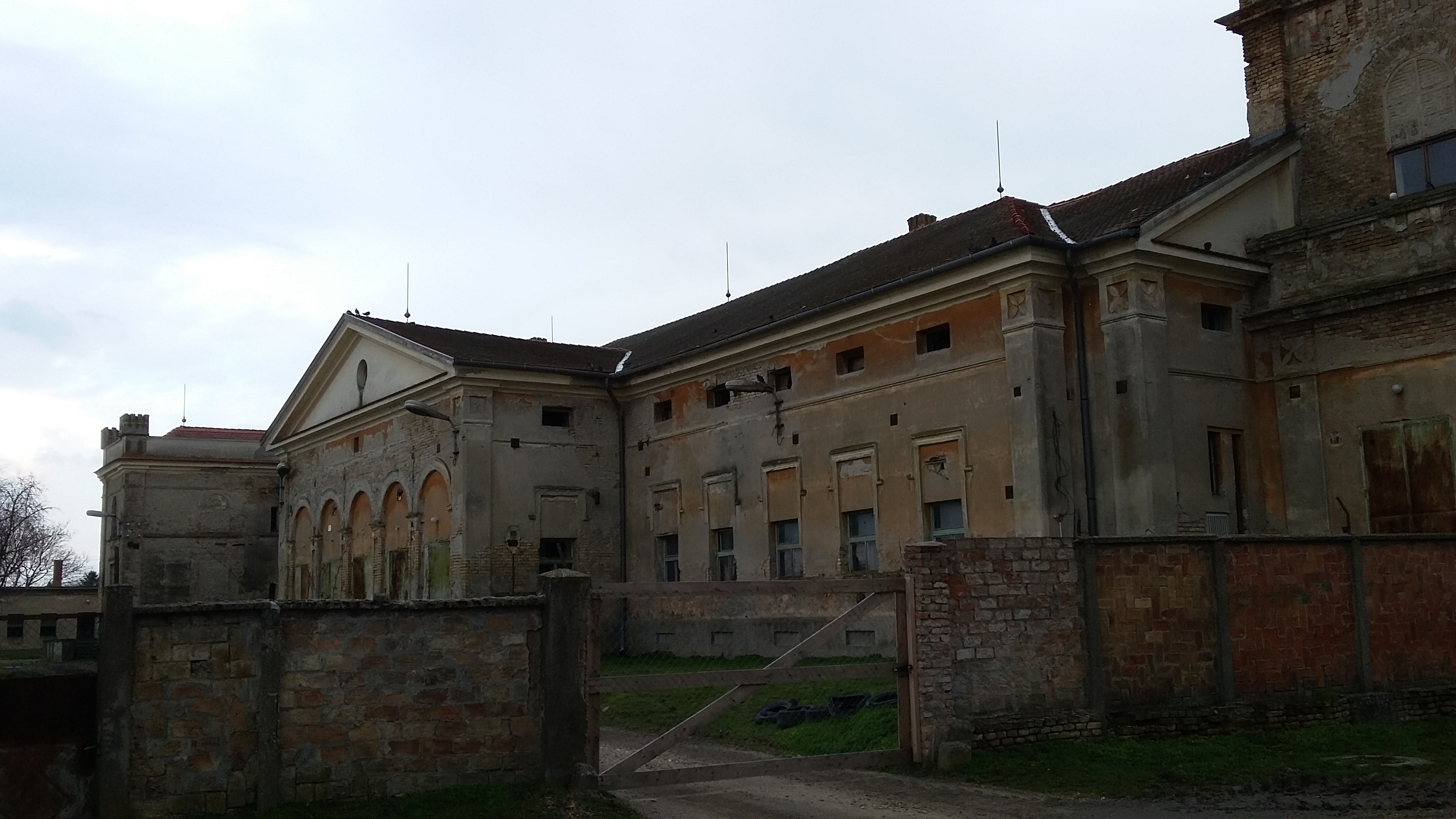
Kiszombor, Rónay-kastély, északi oldal

### Szobrok
- Nepomuki Szent János szobra (Szent István tér)

Az Oexel (Rónay) családnak Zomborra költözése (1781) előtt már állt Nepomuki Szent János szobor a templom előtti tér Makó felőli részén. Először az 1805. évi térkép tünteti fel. A 19. század elejére mér megrongálódott. Helyreállítása után, 1815. május 16-án Domkó Antal plébános áldotta meg. 1938-ban a Szent István-szobor felállítása miatt áthelyezték a tér nyugati felére. Föléje egyszerű négyzetes alaprajzú baldachinházat építettek. A szobrot 1963-ban megcsonkították, ezért az Országos Műemléki Főfelügyelőség törölte a műemléki jegyzékből, helyette az apátfalvi Nepomuki Szent János szobrot nyilvánította műemlék jellegűnek. Az egyház az építményt elbontatta, és a szobrot a templom bejáratánál helyezte el. A község fennállásának 750. évfordulóján, 1997-ben ismét felállították a templom előtti téren, a régi artézi kút fölé, Madarász József tervei alapján.
- Szent István szobra (Szent István tér)

A második Szent István szobrot – Karl Ferenc alkotását – 1938-ban emelték.
- Szent István szobra (Dénesmajor)

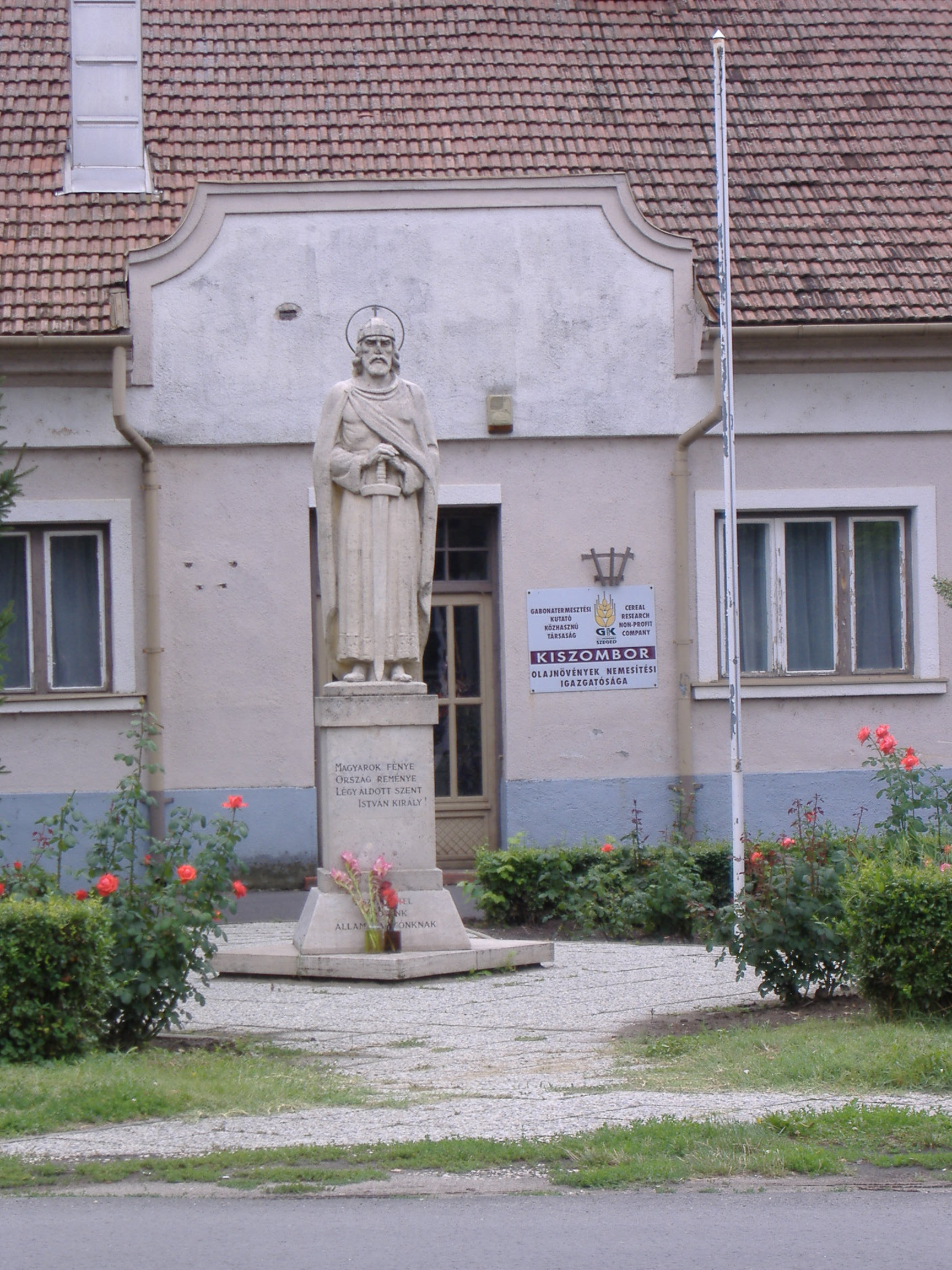
Kiszombor, Dénesmajor, Szent István szobor

- Petőfi Sándor és Kossuth Lajos szobra (A József Attila utca és a Szegedi utca találkozásánál)

A Petőfi és Kossuth szobrot 1948-ban emelték.
- Kisplasztika Kiszombor műemlékeiről (Szegedi u. 1/B)

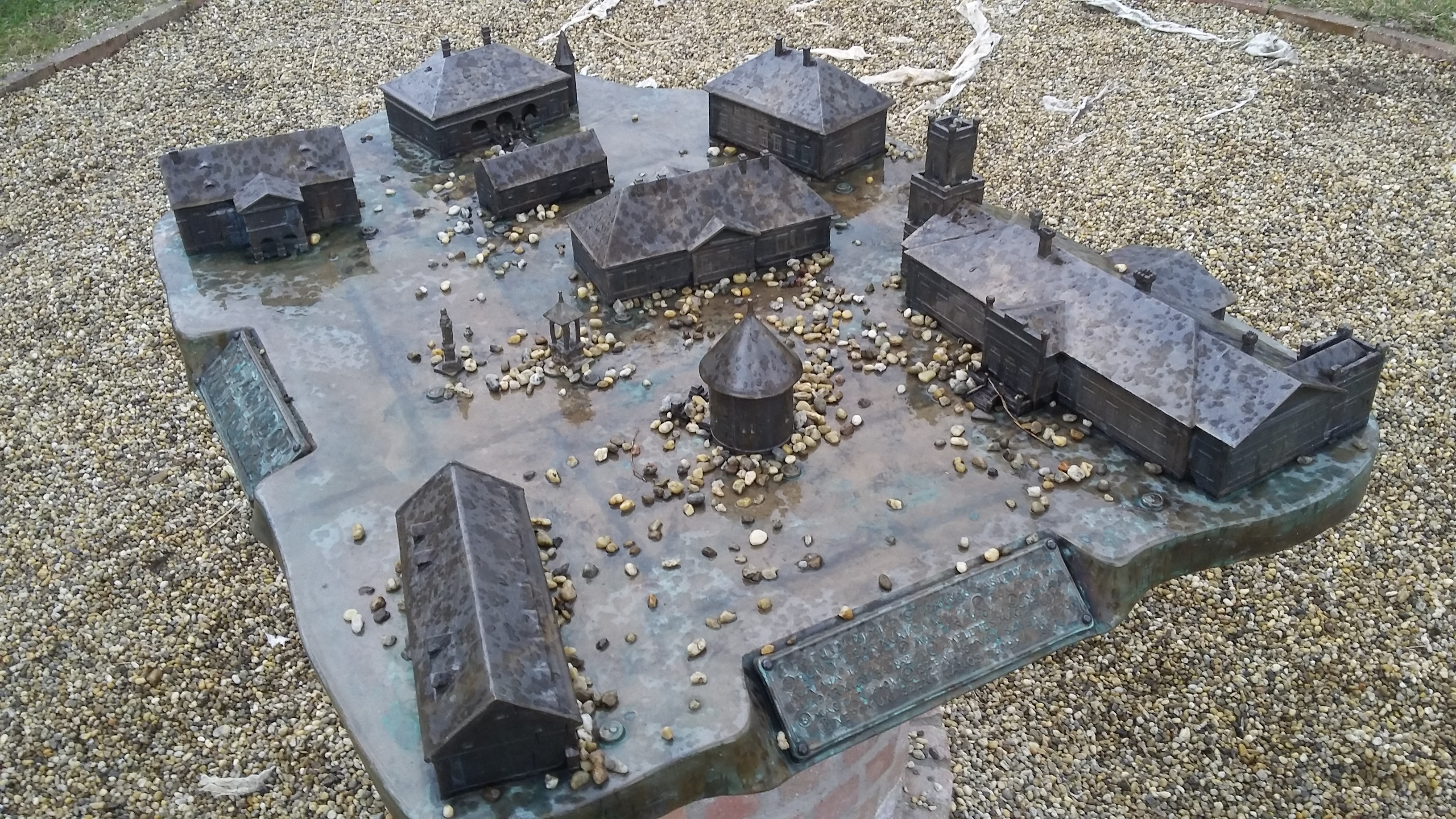
Kiszombor műemlékei kisplasztika

## Intézmények
- Dózsa György Általános Iskola
- Budakalász Gimnázium, Kiszombori Tagiskola[halott link]
- Karátson Emília Óvoda